# Eugenia praeterita
Eugenia praeterita är en myrtenväxtart som beskrevs av Mcvaugh. Eugenia praeterita ingår i släktet Eugenia och familjen myrtenväxter. Inga underarter finns listade i Catalogue of Life.